# Infond Open
L'Infond Open è un torneo professionistico di tennis giocato su campi in terra rossa. Fa parte dell'ITF Women's Circuit. Si gioca annualmente a Maribor in Slovenia.

## Albo d'oro

### Singolare
| Anno | Campionessa        | Finalista         | Punteggio          |
| ---- | ------------------ | ----------------- | ------------------ |
| 2011 | Nastja Kolar       | Maša Zec Peškirič | 7–5, 6–4           |
| 2012 | Anna-Lena Friedsam | Teliana Pereira   | 2–6, 7–6(7–1), 6–2 |
| 2013 | Polona Hercog      | Ana Konjuh        | 3–6, 6–3, 6–3      |
| 2014 | Kateřina Siniaková | Yvonne Neuwirth   | 6–1, 7–5           |

### Doppio
| Anno | Campionesse                           | Finaliste                       | Punteggio        |
| ---- | ------------------------------------- | ------------------------------- | ---------------- |
| 2011 | Karen Castiblanco Adriana Pérez       | Ani Mijačika Ana Vrljić         | 6–3, 7–6(9)      |
| 2012 | Elena Bogdan Kathrin Wörle            | Karen Barbat Anna-Lena Friedsam | 6–2, 2–6, [10–5] |
| 2013 | Paula Kania Magda Linette             | Mailen Auroux María Irigoyen    | 6–3, 6–0         |
| 2014 | Barbora Krejčíková Kateřina Siniaková | Cindy Burger Daniela Seguel     | 6–0, 6–1         |